# فانغاجي
فانغاجي (بالإنجليزية: Vangaži)‏ هي منطقة سكنية تقع في لاتفيا في بلدية إنكوكالنز.[بحاجة لمصدر] يقدر عدد سكانها بـ 4,290 نسمة ومساحتها 5.105 كم2 .

## أعلام
- فيكتورس مورزس